# Леві-Бабович Товія Сімович
Товія Сімович Леві-Бабович (до 1918 року Леві; дав-євр. טוביה בן שמחה לוי בבאװיץ Товія бен Сімха Леві Бабович; 1879, Бахчисарай — 1956, Каїр) — караїмський громадський і релігійний діяч, богослов, дослідник минулого караїмів.

## Біографія
Товія Леві-Бабович народився в Бахчисараї в бідній караїмській сім'ї. Навчався у відомого караїмського теолога і вченого Ісаака Султанського, а потім у трикласному міському училищі. Мав звання «ербі». Самостійно займався вивченням російської, староєврейської, арамейської, кримськотатарської, турецької, арабської, німецької і перської мов і літератур. По закінченню навчання він був призначений на посаду вчителя караїмської релігії в парафіяльних школах в Бахчисараї, а потім у Феодосії, де одночасно був призначений молодшим газзаном при старшому газзані Бабаджані Бабаєві. У 1911 році був запрошений на посаду старшого газзана у Севастополь, де прослужив до 1931 року. Брав участь у Першому національному караїмському з'їзді в Євпаторії (1910), де відстоював неприпустимість шлюбів між кровними родичами. Серед відомих учнів Леві-Бабовича — караїмознавець і колекціонер Борис Кокенай.
Видав серію робіт, серед яких: «Нарис походження караїмізму» (Севастополь, 1913), «Три сторінки з історії караїмів» (1926). Товія Леві-Бабович дотримувався синтетичної теорії походження караїмів. Він засуджував караїмський світський націоналізм, вважаючи його наслідком низького рівня традиційної освіти і основною причиною зникнення караїмського народу. Товія Леві-Бобович склав давньоєврейською та караїмською мовами кілька елегій і віршів. Захищав у своїх працях ім'я Авраама Фірковича.
Відомі його твори «Історія виникнення караїмізму», «Біблія як керівництво для естетичного і морального виховання людини», «Караїмське богослужіння», «Антропологія караїмів», «Золота колиска, або досвід осмислення легенди з життя караїмів у Чуфут-Кале у XIII ст.», неопубліковані «Про караїмізм в Іспанії», «Про польсько-литовських караїмів з нагоди 500-річного ювілею переселення їх у Литву», «До десятирічного ювілею Севастопольської караїмської кенаси», біографічні «І. М. Султанський», «Аарон бен Йосеф га-Рофе Старший», статті «Про Ананьї га-Насі як про проповідника об'єднання народів на ґрунті злиття релігій», «Свобода совісті та неофіти караїмської віри», «Виховання і війна», «Людина і мавпа», «Про відродження караїмської нації», «Дві красуні», «Мученик віри», «Кол Корі».
За радянської влади отримав оцінку «великого агітатора, що завжди знаходиться серед караїмів, користується серед них великим авторитетом і повагою, має вищу духовну освіту, і вважається вченим археологом <…> Вони (караїми) знаходяться під його впливом, завдяки чому не можуть ззовні отримувати належне поняття про лжевчення свого спритного, розумного і корисливого проповідника». У 1931 році був змушений поїхати до Сімферополя, кенаса була закрита.
Пізніше емігрував. Леві-Бабович, будучи Хахамом караїмської громади Єгипту, користувався великою повагою в Єгипті. На його похорон прийшли: Амір Алай, радник президента Єгипту Насера, Каїм Макам, що представляв Міністерство внутрішніх справ Єгипту, Елі Шамон, що представляв Бюро губернатора Каїра, архієпископ католицької церкви Єгипту Юсуф Тавіль, Хахам Дувик від раббанської громади, шейх аль-Азар, консул Франції.
В Севастополі на караїмському кладовищі Леві-Бабовичу встановлений «йолджи таш» — кенотаф.

## Сім'я
Товія Леві-Бабович мав брата Іммануїла (1885), вчителя російської мови, історії та географії в ОКДУ, який загинув у 1916 році під час Першої світової війни. Також у Леві-Бабовича були брати Мордехай (Марк), Ілля і сестра Анна.
Дружина Мільке Веніамінівна (уродж. Туршу) померла в листопаді 1922 від черевного тифу.
Син Віктор (Веніамін) (1919), учасник Німецько-радянської війни, пропав безвісти у вересні 1941 року.